# Con Funk Shun
Con Funk Shun je americká kapela z Vallejo, Kalifornie, která byla populární v osmdesátých letech minulého století. Kapela byla u Mercury. Mezi repertoár skupiny patří R&B, funk a soulová hudba.

## Kapela
| - Michael Cooper - kytara, vokály - Karl Fuller - trubka - Paul "Maceo" Harrell - saxofon, flétna - Cedric Martin - baskytara, vokály | - Louis A. McCall - perkuse - Felton Pilate - vokály - Danny "Sweet Man" Thomas - klávesy |

## Diskografie

### Alba
| - Organized Con Funk Shun (1973), Fretone - The Memphis Sessions (1973), Fretone - Con-Funk-Shun (1976), Mercury - Secrets (1977), Mercury - Loveshine (1978), Mercury - Candy (1979), Mercury - Spirit of Love (1980), Mercury | - Touch (1980), Mercury - 7 (1981), Mercury - To the Max (1982), Mercury - Fever (1983), Mercury - Electric Lady (1985), Mercury - Burnin' Love (1986), Mercury - Live for Ya Ass (1996), Intersound |

| - "Sho Feels Good To Me" (1977) - #66 Black Singles - "Confunkshunizeya" (1978) - #31 Black Singles - "Ffun" (1978) - #1 Black Singles, #23 Pop - "Shake And Dance With Me" (1978) - #5 Black Singles, #60 Pop Singles - "So Easy" (1978) - #28 Black Singles - "(Let Me Put) Love on Your Mind" (1979) - #24 Black Singles - "Chase Me" (1979) - #4 Black Singles - "By Your Side" (1980) - #27 Black Singles - "Got To Be Enough" (1980) - #8 Black Singles, #20 Club Play - "Happy Face" (1980) - #87 Black Singles - "Bad Lady" (1981) - #19 Black Singles - "Lady's Wild" (1981) - #42 Black Singles - "Too Tight" (1981) - #8 Black Singles, #40 Pop Singles, #25 Club Play | - "Ain't Nobody, Baby" (1982) - #31 Black Singles - "Straight From The Heart" (1982) - #79 Black Singles - "Baby I'm Hooked (Right into Your Love)" (1983) - #5 Hot R&B, #76 Hot 100 - "Ms. Got-The-Body (1983) - #15 Black Singles - "You Are The One" (1983) - #47 Black Singles - "Don't Let Your Love Grow Cold" (1984)- #33 Hot R&B - "Electric Lady" (1985) - #4 Hot R&B, #32 Hot Dance - "I'm Leaving Baby" (1985) - #12 Hot R&B - "Tell Me What You're Gonna Do" (1985) - #47 Hot R&B - "Burnin' Love" (1986) - #8 Hot R&B - "Throw It Up, Throw It Up" (1996) - #84 Hot R&B |